# Matt Hardy
Matthew (Matt) Moore Hardy (n. 23 septembrie 1974) este un wrestler american, în prezent lucrând pentru compania Total Nonstop Action Wrestling (TNA). Este fratele wrestlerului Jeff Hardy.
a câștigat numeroase titluri cum ar fi cele pe echipe(atât în WWE cat și în WCW), a fost campion european și hardcore (în WCW) și campion cruiserweight(în WWE).

## Carieră

### World Wrestling Entertainment (2005-2010)

#### 2005-2006
Matt s-a întors în WWE în august 2005, începând o rivalitate cu Edge, care îi furase partenera lui în viața reală Lita. Matt și Edge a-u luptat la Summerslam pierzând Matt după ce a început să sângereze în exces. Cei doi s-au întâlnit din nou la Unforgiven într-un Steel Cage match unde Hardy a învins după un "Leg Drop" de la înălțimea cuști. S-au întâlnit ultima dată la Homecoming într-un Ladder Match unde câștigătorul lua geamantanul bani în bancă a lui Edge iar pierzătorul era nevoit să abandoneze Raw. Edge l-a învins pe Hardy după intervenția lui Lita, facând ca Hardy să abandoneze Raw mergând la SmackDown.
După plecarea din Raw, Hardy a început să lupte în SmackDown învingândul pe Simon Dean în prima luptă în roster. În Taboo Tuesday a fost ales alături de Rey Mysterio să lupte împotriva lui Chris Masters și Edge, dar Edge s-a accidentat și a fost înlocuit de Snitsky, câștigând Hardy și Mysterio lupta. În ultimele luni al anului 2005 a început o mică rivalitate cu JBL luptând la Armageddon pierzând meciul. A participat în Royal Rumble dar a fost eliminat de Viscera. După asta, a început o rivalitate cu M&N (Joey Mercury & Jhonny Nitro) facând echipă cu Tatanka învingândui la No Way Out. La WrestleMania 22 a făcut parte din meciul Money in the Bank, dar acesta a fost câștigat de Rob Van Dam.
La jumatea anului 2006 a participat în sferturile turneului King of the Ring pierzând împotriva lui Booker T. La The Great American Bash a luptat cu Gregory Helms pierzând meciul. După asta, a continuat rivalitatea cu Helms învingândul la No Mercy.
La Survivor Series a participat în Team DX (Triple H, Shawn Michaels, CM Punk, Jeff Hardy și el) învingând Team Rated-RKO (Edge, Randy Orton, Gregory Helms, Johnny Nitro și Mike Knox). După Survivor Series Hardys a-u început o rivalitate cu M&N. Hardys a-u învins M&N la December to Dismember. Ambi a-u continuat rivalitatea luptând l-a Armageddon împotriva lui M&N, Paul London & Brian Kendrick, și Dave Taylor & William Regal pentru centurile pe echipe, meci câștigat de Paul London și Brian Kendrick. În timpul meciului, Mercury a primit o lovitură accidentală în față cu scara ce la făcut să sângereze și l-a făcut să abandoneze meciul.

#### 2007
A-u continuat rivalitate cu M&N după ce aceștia încercau să îi accidenteze după ce s-a întâmplat la Armageddon. La Royal Rumble Hardys a-u învins M&N, iar mai târziu ambi a-u participat în meciul Royal Rumble fiind eliminați de Randy Orton. Ambi a-u participat la meciul Money in the Bank de la WrestleMania 23, dar nu a-u reușit să câștige. Ziua următoare, ambi a-u câștigat al șaselea campionat mondial pe echipe câștigând un Tag team Battle Royal. The Hardys a-u început o rivalitate cu Lance Cade & Trevor Murdoch, pe care i-au învins la Backlash și Judgment Day, păstrând centurile. La One Night Stand, Hardys a-u învins The World's Greatest Tag Team (Charlie Haas & Shelton Benjamin) într-un Ladder Match, păstrând centurile. Dar ziua următoare leau pierdut împotriva lui Cade & Murdoch. A-u avut o revanșă la Vengeance dar a-u fost învinși din nou.
După ce a-u pierdut centurile pe echipe, Matt a mers după centura Statelor Unite și a luptat pentru ia la The Great American Bash împotriva lui MVP dar Matt a fost învins. Apoi rivalitatea într-e ambi a continuat cu provocări în diferite sporturi precum baschet sau șah.
Matt a câștigat prima centură pe echipe în WWE alături de MVP la SmackDown pe 31 august 2007 învingând campioni Deuce 'N Domino. Apoi a-u învins din nou Deuce 'N Domino la Unforgiven. La Cyber Sunday trebuia să lupte împotriva lui MVP pentru centura Statelor Unite dar Hardy s-a accidentat și a fost înlocuit de Kane.
La SmackDown pe 16 noiembrie 2007, a pierdut centurile pe echipe cu MVP împotriva lui The Miz și John Morrison. După meci, MVP l-a atacat pe Matt la piciorul stâng accidentândul între 1 și 3 luni. Din cauza accidentări nu a putut lupta la Survivor Series. Matt a fost în vizită la Raw pe 31 decembrie pentru al susține pe fratele său Jeff dar Randy Orton l-a atacat în backstage accidentândul între 3 și 4 luni.

#### 2008
La Wrestlemania XXIV s-a întors atacândul pe MVP în meciul Money in the Bank împiedicândul să câștige valiza. La Backlash l-a învins pe MVP, devenind Campion al Statelor Unite. Săptămâna următoare ș-ia apărat centura la SmackDown într-o revanșă.
La Draft a fost transferat la ECW, luând cu iel centura. În aceea săptămâna l-a învins pe Chavo Guerrero la Night of Champions păstrând centura.
La ediția de SmackDown de pe 4 iulie păstreză centura într-un Fatal-Four-Way Match împotriva lui Chavo Guerrero, Shelton Benjamin și Mr. Kennedy. Pe 15 iulie a învins alături de fratele lui Jeff campioni pe echipe Miz și Morrison într-un meci unde centura nu era pusă în joc. La The Great American Bash a pierdut centura Statelor Unite împotriva lui Shelton Benjamin.
La ediția de pe 22 iulie a câștigat un Fatal Four Way Match obținând o șansă pentru centura ECW la Summerslam împotriva lui Mark Henry. La SummerSlam 2008 Matt Hardy reușește să câștige meciul cu Mark Henry prin descalificare, ne reușind să câștige centura. La ECW pe 19 august a fost învins de Henry întro revanșă după ce Tony Atlas a intervenit ajutândul pe Henry. La Unforgiven Hardy câștiga centura ECW după ce îi învinge pe Mark Henry, The Miz, Finlay și Chavo Guerrero într-un Championship Scramble Match. Apoi la SmackDown a luptat într-un Triple Threat împotriva campionului WWE Triple H și Campionului Mondial Chris Jericho, pierzând meciul. La No Mercy șia pastrat centura împotriva lui Mark Henry. La Cyber Sunday ș-ia apărat centura împotriva lui Evan Bourne iar la ediția ECW de pe 11 noiembrie a făcuto împotriva lui Finlay. La Survivor Series, a fost eliminat din meciul tradițional pe echipe de Mark Henry după un «World's Strongest Slam» și la Armageddon a fost învins de Vladimir Kozlov dar campionatul lui Matt nu era pus în joc.

#### 2009
În 2009 la Royal Rumble fratele său Jeff Hardy are un meci împotriva lui Edge acest meci este de tip EXTREME RULES Matt Hardy intervine iar Jeff îi zice lui Matt să îl ajute dar se pare că Matt Hardy îl trădează pe Jeff Hardy și îl lovește cu scaunul în cap iar Edge devine din nou campion WWE cu ajutorul lui Matt Hardy.
La Wrestlemania 25 Matt Hardy începe un nou feud cu fratele său Jeff Hardy este un meci fără descalificări dar se pare că fratele mai mare Matt reușește să câștige acest meci unde îi bagă capul între scaun și îi face un TWISTED OF FATE,Matt Hardy pleacă învingător de la WRESTLEMANIA 25.
După Wrestlemania la SmackDown Matt Hardy îi spune lui Jeff că este invidios că este campion mondial și Jeff Hardy îi spune că Matt nu mai este fratele lui se înfurie și îl ia la pumni pe Matt Hardy dar Matt fuge până la urmă.
La Backlash 2009 Matt Hardy se înfruntă din nou cu fratele său Jeff unde acest meci este de tip I Quit Match,Jeff face sărituri spectaculoase și foarte uluitoare,Matt este legat cu o sfoară pe masă de Jeff unde Matt îi spune că cedează și că îi pare rău pt ce ia făcut lui Jeff,dar Jeff Hardy sare de pe corzi și rupe masa cu Matt Hardy.
La SmackDown Matt și Jeff se împacă Matt,Jeff și Hurricane fac echipă pt a se înfrunta cu The Miz și Morisson și Hardy Boys și Hurricane câștigă acest meci.
La Extreme Rules 2009 Matt Hardy este implicat într-un meci Fatal Four Way unde mai sunt implicați William Regal ,Montel Vontavious Porter și campionul Statelor Unite Kofi Kingston se pare că Matt Hardy nu reușește să devină campion al Statelor Unite și Kofi Kingston își păstrează acest titlu.
La noul PPV din acest an Hell in A Cell 2009 Matt Hardy se înfruntă cu Mike Knox unde Matt Hardy iese învingător din acest meci unde îi face un Twisted of fate și îl numără până la 3.
La Bragging Rights 2009 Matt Hardy face parte din echipa SMACKDOWN și se înfruntă cu echipa RAW-ULUI unde din Echipa SmackDown mai fac parte căpitanii Kane și Chris Jericho mai fac parte Finlay,R-Truth,Dinastia Hart(Tyson Kid și David Hart Smith) și se înfruntă cu Echipa RAW care fac parte căpitanii DX(Triple H și Shawn Michaels) mai fac parte Jack Swagger,Kofi Kingston,The Big Show,Cody Rhodes și Mark Henry se pare că Echipa Smackdown câștigă acest meci și este superior RAW-ului.
La Survivor Series 2009 Matt Hardy face parte din echipa lui John Morrisson care mai fac parte Evan Bourne,Shelton Benjamin și Finlay și se înfruntă cu echipa lui The Miz care fac parte Drew McYntire,Sheamus,Dolph Ziggler și Jack Swagger..Team Morison vs Team Miz,echipa lui The Miz reușește să câștige acest meci.

#### 2010
Hardy a participat într-un Battle Royal pentru aspirantul nr.1 la titlul ECW dar meciul a fost câștigat de Ezekiel Jackson. După asta a participat în Royal Rumble dar a fost eliminat de Kane. Apoi a pierdut împotriva lui Chris Jericho într-un meci pentru a se califica pentru camera eliminări de la Elimination Chamber. După asta l-a învins pe Drew McIntyre calificânduse pentru meciul bani în bancă de la WrestleMania 26. La WrestleMania meciul a fost câștigat de Jack Swagger. După asta, McIntyre l-a atacat pe Hardy și a început o rivalitate cu el. McIntyre a continuat atacândul pe Hardy. După asta Hardy a luat o mică pauză pentru a vindeca accidentări și s-a întors la Over the Limit aplicândui un Twist of Fate lui McIntyre. A fost ales de către fani pentru a lupta cu McIntyre pe 7 iunie la Raw, meci ce a câștigat. A început o rivalitate cu Christian atacândul în timpul segmentului sau Peep Show iar săptămâna următoare Christian l-a atacat pe Matt. A participat în meciul Ladder de la Money in the Bank dar meciul a fost câștigat de Kane. După asta a fost trecut la rolul de jobber pierzând cu luptători precum Drew McInryre sau Cody Rhodes. În acest timp Hardy șia arătat deranjul cu compania publicând video și mesaje pe internet. Pe 15 octombrie a fost concediat din WWE.

### Revenire în WWE (2017-prezent)
Pe 2 aprilie, la WrestleMania 33, Matt și-a făcut revenirea surpriză în WWE, alături de fratele său Jeff, fiind adăugat ca participanți în ultimul minut la meciul cu scări pentru Campionatul Raw Tag Team împotriva echipelor Luke Gallows și Karl Anderson, Cesaro și Sheamus, Enzo Amore și Big Cass. Hardy Boyz a-u reușit victoria, câștigând cel de-al șaptelea titlu pe echipe în WWE, precum și prima victorie a lui Jeff la WrestleMania. Următoarea noapte la Raw, The Hardy Boyz a-u apărat cu succes Campionatul Raw Tag Team împotriva lui Luke Gallows și Karl Anderson. La Payback, Hardy Boyz și-a păstrat campionatele împotriva lui Cesaro și Sheamus. După meci, au fost atacați de Cesaro și Sheamus. Următoarea noapte la Raw, răufăcătorul Cesaro și Sheamus își vor explica acțiunile, susținând că fanii au fost mai de susținători ai unor "acte de noutate" din trecut, cum ar fi The Hardy Boyz, care se simt că nu merită să fie în meciul de la WrestleMania. Ulterior, la Extreme Rules, Hardy Boyz a-u pierdut titlurile într-un meci cu cusca de oțel împotriva lui Cesaro și Sheamus și nu a reușit să-l recâștige în următoarea lună la evenimentul inaugural Great Balls of Fire. La 20 august la pre-show-ul de la SummerSlam, The Hardy Boyz a-u făcut echipă cu Jason Jordan impotriva lui The Miz si The Miztourage (Curtis Axel si Bo Dallas) pierzând meciul.

## Titluri în WWE
- ECW Championship-1 dată
- WWE United States Championship-1 dată
- WWF Hardcore Championship-1 dată
- WWF European Championship-1 dată
- WWE Cruiserweight Championship-1 dată
- WWF/E World Tag Team Championship-6 ori (cu Jeff Hardy)
- WCW World Tag Team Championship-1 dată (cu Jeff Hardy)
- WWE Tag Team Championship-1 dată (cu MVP)

## Manevra de final
- Twist of fate

### Manevre caracteristice:
- Moonsault
- Leg Drop
- Twist of Fate
- Rope Twist of Fate
- Poetry in Motion